# Stanton T. Friedman
Stanton T. Friedman (n. 29 iulie 1934, Elizabeth, New Jersey, SUA – d. 13 mai 2019, Aeroportul Internațional Toronto/Leaster B. Pearson, Ontario, Canada) a fost un fizician și ufolog american.
A fost primul cercetător civil care a studiat incidentul de la Roswell și primul care a studiat documentele proiectului Majestic 12. El a studiat fizica la Universitatea din Chicago și a lucrat ca fizician nuclear în diferite proiecte de cercetare și dezvoltare pentru mai multe companii mari. Are dublă cetățenie, a Canadei și a Statelor Unite.
A locuit cu familia sa în Fredericton, New Brunswick, Canada, dar majoritatea timpului era plecat în diferite turnee pentru a ține prelegeri despre ufologie.

## Biografie

### Cariera în fizica nucleară
Friedman a absolvit Liceul din Linden și Universitatea din Chicago, obținând o licență Scientiæ Baccalaureus în 1955 și Magister Scientiae în fizică nucleară în 1956.
Friedman a fost angajat timp de 14 ani ca fizician nuclear pentru companii precum General Electric, General Motors, Westinghouse, TRW Systems, Aerojet General Nucleonics și McDonnell Douglas, unde a lucrat la programe avansate, clasificate de rachete nucleare de aeronave, de fisiune și fuziune și la centrale nucleare compacte pentru aplicații spațiale. Începând cu anii 1980, el a lucrat în calitate de consultant în industria detectării de radon. Friedman este afiliat profesional la Societatea nucleară americană, Societatea Americană de Fizică, Institutul American de Aeronautică și Astronautică și AFTRA.

### Investigații privind OZN-urile
În 1970, Friedman a renunțat la munca sa de fizician cu normă întreagă pentru a se ocupa de investigațiile științifice privind OZN-urile. De atunci, el a ținut prelegeri în peste 600 de colegii și în peste 100 de grupuri profesioniste din 50 de state SUA, nouă provincii și 16 țări străine. În plus, el a lucrat în calitate de consultant pe acest subiect. Friedman a publicat peste 80 de lucrări legate de OZN-uri și a apărut la radio și în mai multe programe de televiziune. El a dat, de asemenea, o mărturie scrisă în audierile Congresului american și a apărut de două ori în cadrul Organizației Națiunilor Unite.
Friedman a preferat în mod constant utilizarea termenului de "farfurie zburătoare" în lucrările sale, spunând că "farfuriile zburătoare sunt, prin definiție, obiecte zburătoare neidentificate, dar foarte puține obiecte zburătoare neidentificate sunt farfurii zburătoare. Sunt interesat de aceasta din urmă, nu de primele." Friedman s-a auto-denumit ca fiind "fizicianul farfuriilor zburătoare", datorită diplomelor sale în fizica nucleară și a muncii sale la mai multe proiecte nucleare.

## Părerile sale referitoare la fenomenele OZN
Friedman a fost primul civil care s-a documentat în locul în care a avut loc incidentul OZN de la Roswell, sprijinind ipoteza că a fost un accident autentic al unei nave spațiale extraterestre. În 1968, Friedman, a declarat în cadrul unei comisii a Camerei Reprezentanților din SUA că există dovezi care sugerează că Pământul este vizitat de vehicule extraterestre controlate inteligent. Friedman a mai declarat că el crede că OZN-urile se bazează pe propulsia magnetohidrodinamică.
În 1996, după cercetarea și de fapt verificarea documentelor Majestic 12, Friedman a spus că nu există niciun motiv de fond pentru a respinge autenticitatea lor.
În 2004, la emisiunea radio a lui George Noory, "Coast to Coast", Friedman a discutat cu Seth Shostak, astronom-senior al Institutului SETI. Ca și Friedman, Shostak, de asemenea, crede în existența vieții inteligente, alta decât cea umană, cu toate acestea, spre deosebire de Friedman, el nu crede că viața, așa cum este în prezent pe Pământ a fost influențată de OZN-uri.
Friedman a emis ipoteza că OZN-urile pot proveni de pe stele relativ apropiate asemănătoare soarelui. Într-o carte publicată în 2008, el a spus:
...[există] aproximativ 1000 de stele în vecinătatea noastră galactică, adică în regiunea aflata la cel mult 54 ani-lumină de Pământ... Potrivit unui excelent studiu efectuat de Terence Dickinson 46 dintre aceste stele sunt foarte asemănătoare Soarelui nostru... perechea de stele Zeta 1 si Zeta 2 Reticuli, din constelația Reticuli, aflată la doar 39 de ani-lumină de noi... Ambele sunt stele de tipul Soarelui nostru, distanța dintre ele fiind de numai 1/8 ani-lumină, de 35 de ori mai mică decât distanța de la Soare până la cel mai apropiat vecin stelar al nostru. Aceste stele sunt cu circa un miliard de ani mai bătrâne decât Soarele nostru. O civilizație care a avut un start cu un miliard de ani înaintea noastră cunoaște fără îndoială lucruri pe care noi nici nu le putem visa. Știința noastră, care este limitată, a arătat că rachetele nucleare de fuziune pot oferi o capabilitate de zbor interstelar în plus față de cea oferită de rachetele chimice. Pentru astfel de civilizații zborul continuu [între stele] este asemănător traversării în zbor a oceanului de către oamenii din zilele noastre (p.217)

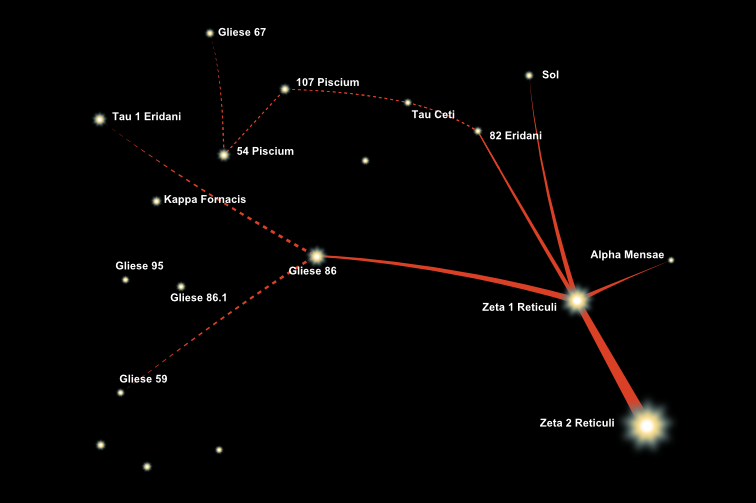
Harta stelelor Zeta Reticuli conform desenului făcut de Betty Hill.

O dovadă pe care Friedman o citează de multe ori cu privire la aceste ipoteze este harta desenată în 1964 de către Betty Hill care a suferit un presupus fenomen de răpire extraterestră. Harta a fost realizată în timpul unei sesiuni de hipnoză. Betty a afirmat că harta i-a fost arătată în timpul răpirii sale. Astronomul Marjorie Fish a construit o hartă tridimensională a stelelor din apropierea Soarelui și a susținut că se potrivește cu cea desenată în cazul Betty Hill în ceea ce privește poziția stelelor Zeta Reticuli, la aproximativ 39 de ani-lumină distanță. Potrivirea celor două hărți stelare Barney Hill/ Marjorie Fish a fost analizată amănunțit în numărul din decembrie 1974 al revistei Astronomy, cu Friedman și alții apărând valabilitatea statistică a potrivirii.

### Concluzii majore și argumente
Friedman susține că a ajuns la concluzii importante, pe baza cercetărilor sale datând de la sfârșitul anilor 1950. Acestea pot fi rezumate după cum urmează:
- Există dovezi incontestabile că planeta Pământ este vizitată de nave spațiale extraterestre controlate inteligent; că "unele" OZN-uri sunt nave spațiale (gigantice) ale extratereștrilor, deși majoritatea acestora nu sunt. (Acestea fiind vehicule „locale”[14] ale extratereștrilor)
- Câțiva oameni din Guvernul Statelor Unite și din alte guverne cunosc ceea ce este afirmat mai sus, cel puțin din 1947 și impun asupra lor o politică de secret militar strict, prin care informațiile să fie disponibile doar celor care "trebuie să le cunoască neapărat".

În plus, Friedman susține că, deși se pot găsi argumente împotriva acestor concluzii, "atunci când aceste argumente sunt examinate, ele se prăbușesc din cauza lipsei de dovezi care să le susțină și din cauza prezenței dovezilor care le contrazice".(pag. 30) Friedman susține că reproductibilitatea este în mare parte lipsită de relevanță pentru studiul OZN-urilor, deoarece, prin definiție, oamenii de știință nu pot controla dacă diferite fenomene OZN implică controlul unor inteligențe extraterestre, așadar, în acest caz, studiul OZN-urilor nu poate implica experimente și metode experimentale. Această poziție poate fi criticată pe baza faptului că pot fi efectuate experimente asupra materialelor sau tehnologiilor despre care s-a emis ipoteza că ar avea o origine extraterestră. Friedman susține că astfel de materiale sunt extrem de clasificate și nu sunt disponibile pentru studiul științific.
Friedman a caracterizat tipurile de probe care ar putea fi relevante, ca fiind științifice și/sau de altă natură, printre ele incluzând mărturiile credibile, analizele de documente, probe video și urme fizice, și în special sursele multiple care coroborează reciproc pentru a aduce dovezi de unul sau mai multe feluri. În ceea ce privește mărturia, el afirmă că "trebuie să ne amintim că motivul pentru care cele mai multe aparitii pot fi determinate ca fenomene relativ convenționale, adesea în circumstanțe neobișnuite, este că majoritatea oamenilor sunt observatori relativ buni. Problema apare la interpretarea a ceea ce a fost observat. .. ar fi irațional să spunem că oamenii sunt buni observatori, atunci când observațiile lor ne permit să identificăm obiectul observat, dar și observatori slabi, dacă nu putem identifica OZN-ul ca ceva convențional "(pp. 32–33). Ca răspuns la criticile aduse pe baza unor motive psihologice sau de altă natură, Friedman face referiri la evaluarea calității raportată în Raportul special nr. 14 al Proiectului Cartea Albastră precum și la alte probe, cum ar fi cele conținute în raportul COMETA.

### SETI
Friedman critică puternic programul de cercetare SETI. El contestă premisa implicită a SETI care presupune că nu a existat nicio vizită extraterestră pe planeta noastră deoarece SETI caută doar semnale (radio sau similare) și nu inteligențe extraterestre sau ființe nepământene. El susține că importanța și pretențiile publice larg răspândite ale celor implicați în programul SETI au avut tendința de a preveni cercetările mai serioase ale OZN-urilor, inclusiv cercetările unor jurnaliști.(p. 129) El a „redenumit” SETI ca fiind „Silly Effort To Investigate” (Stupid EforT de Investigare)
Friedman l-a criticat pe Carl Sagan, un susținător al SETI, pentru ignorarea unor dovezi empirice, cum ar fi Raportul special nr. 14 „600-plus UNKNOWNS” al Project Blue Book. Friedman a susținut că aceste date empirice contrazic direct afirmația lui Sagan din cartea Other Worlds, potrivit căreia „cazurile de încredere sunt neinteresante și cazurile interesante sunt nesigure”. Concret, Friedman se referă la un tabel din Raportul special nr. 14 al Project Blue Book care, spune el, «cu cât calitatea observației este mai bună, cel mai probabil că va fi catalogată ca „necunoscută” și mai puțin probabil că aceasta va fi listată ca „informație insuficientă”» (p. 42).

### Opinii publice și științifice
Friedman spune ca a răspuns astfel în discuțiile sale: "Eu știu că cei mai mulți oameni nu sunt familiarizați cu cele câteva studii științifice realizate pe scară largă... pentru că eu îi întreb; după ce le arăt diapozitive și-i întreb despre fiecare în parte, "cât de multe persoane de aici au citit despre acest subiect? În mod normal cei care știu sunt numai 1 sau 2%." Friedman afirmă că o discuție cu jurnaliștii canadieni din Saint John, New Brunswick a dus la schimbarea atitudinii acestora, deoarece "participanții n-au avut nicio idee despre cât de multe informații solide există, spre deosebire de prostiile din tabloide despre care ei credeau că ar fi principala sursă de informații despre OZN-uri." (p. 202)

## Critici și controverse
Friedman este vehement în afirmarea opiniilor sale și în critica sa privind demascarea unor cazuri OZN, adesea afirmând că nu este un "ufolog apologet". Opiniile sale sunt considerate ca fiind controversate de știința larg-acceptată și de mass-media, dar Friedman susține că a întâmpinat doar o mică opoziție în timpul prelegerilor sale, multe dintre ele având loc în colegii și universități, grupări de ingineri și de fizicieni. El a avut o serie de dezbateri în mass-media, inclusiv o dezbatere la CNN cu scepticul în ceea ce privește OZN-urile, Michael Shermer.

## Lucrări apărute

### Cărți
- Flying Saucers & Science, iunie 2008, 320P. În română: Știința și misterele OZN, editura Lifestyle Publishing
- Captured! The Betty and Barney Hill UFO Experience. Co-author Kathleen Marden. Career Press / New Page Books, 2007. ISBN 978-1-56414-971-8, ISBN 978-1-56924-741-9
- Top Secret/MAJIC, Marlowe + Co. 2005. ISBN 1-56924-342-5. 296 pages, ISBN 978-1-56924-342-8
- Crash at Corona: The Definitive Story of The Roswell Incident. Co-author Don Berliner, 1997. ISBN 978-1-931044-89-9
- Science was Wrong: Startling truths about cures, theories, and inventions "They" declared impossible. Co-author Kathleen Marden. Pompton Plains, NJ: New Page Books. 2010.

### Casete video, DVD-uri
- Safespace - Fastwalkers - iarna 2006
- UFOs: Stanton Friedman's revelation Arhivat în 17 octombrie 2012, la Wayback Machine. - un interviu cu Stanton Friedman
- 2 DVDs - FLYING SAUCERS ARE REAL DVD (NOT VHS) Vol. 1, 1993 Video 84 min. (Filmed at Kennedy Space Center) and FLYING SAUCERS ARE REAL Vol. 2, 1996 75 min for a Total Length of 168 minutes.
- 2006 151 Minute 2 disc DVD set "UFO SECRET MJ-12: Do You Believe in Majic?". "Includes Canadian TV Broadcast "Do You Believe in Majic?" (Mostly Stan Friedman vs. Karl Pflock + Stan Friedman's Lecture at Aztec 2003 about Roswell and MJ-12++ outtakes from DYBM.
- RECOLLECTIONS OF ROSWELL DVD 105 min. Featuring testimony from 27 Roswell witnesses.
- Debate "Are Flying Saucers Real?" VHS 2 Hrs. 2 Hour formal Debate STF vs. USAF Pilot Major James Magaha. Middle Tenn. State Univ. January 2004.  Includes Q & A.
- UFOs Are Real Arhivat în 28 februarie 2009, la Wayback Machine. (1979) VHS - 92 min.

### CD-uri
- UFOs: The Real Story (1996) [17]
- New CD of the Ramey Memo Scans and Enhancements [17]